# Ongelijkbladig fonteinkruid
Ongelijkbladig fonteinkruid (Potamogeton gramineus) is een overblijvende, ondergedoken waterplant die behoort tot de fonteinkruidfamilie (Potamogetonaceae). Onder water worden vaak grote matten gevormd. De soort staat op de Nederlandse Rode Lijst van planten als zeldzaam en matig afgenomen. De plant komt van nature voor in de koele, gematigde en koudere streken op het Noordelijk halfrond. Het aantal chromosomen is 2n = 52.
De plant wordt 30 - 100 cm lang, heeft 1 mm dikke, rond tot afgevlakte, sterk vertakte stengels en een wortelstok. Er zijn planten met alleen ondergedoken of alleen drijvende bladeren, maar ook met beide soorten bladeren. De ondergedoken, zittende, lancet- tot lijnvormige, 4 - 8 cm lange en 0,4 - 1 cm brede bladeren hebben een versmalde voet, 3 - 7 hoofdnerven en een spitse top. De bladrand is meestal fijn gezaagd of getand. De lichtgroene tot bruine, 1,3 - 1,6 cm lange steunblaadjes zijn elliptisch en niet gesteeld. Ze hebben vaak een gegolfde rand. De drijvende, rondachtig-eironde tot langwerpige, geelgroene tot groene bladeren zijn vrij lang gesteeld, dun leerachtig en 1 - 6 cm lang en 16 - 20 mm breed. Ze hebben 11 - 13 nerven.

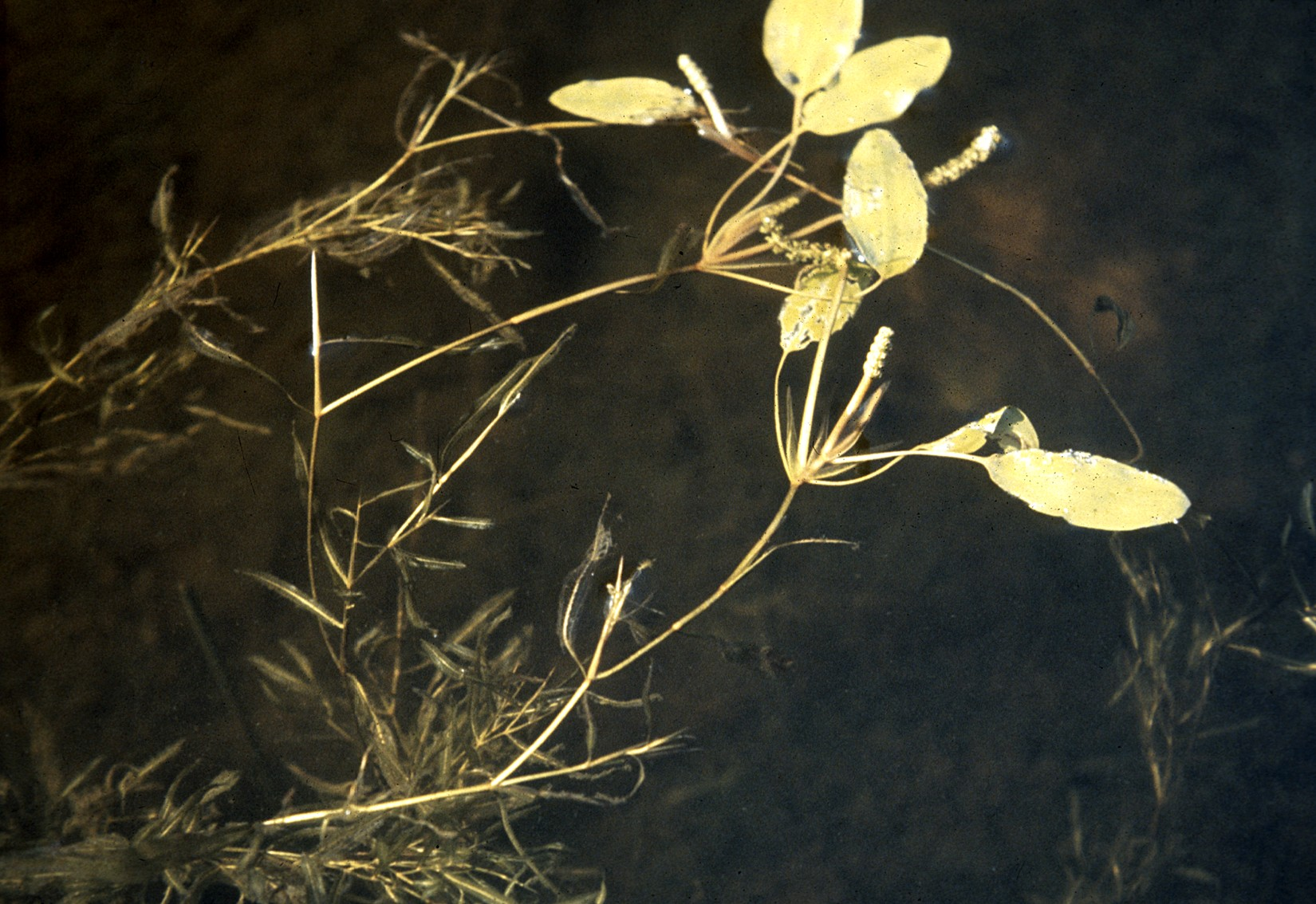
Ongelijkbladig fonteinkruid

De plant bloeit van juni tot in augustus met groene bloemen aan een 3,2 - 7,7 cm lange bloemstengel met een 1,5 - 3,5 cm lange aar. De aarstelen hebben een slanke voet en zijn naar boven verdikt. De bloemdekbladen zijn vrij en de bloem heeft vier meeldraden.
De grijsbruine of groene vrucht is een half-cirkelronde, 1,5 - 2,5 mm lange steenvrucht met een rechte, 0,3 - 0,5 mm lange snavel en aan de voet van de buikzijde zit geen knobbeltje. Het kiempje is niet helemaal spiraalvormig.
De plant komt voor in zoet en meestal ondiep, stilstaand, matig voedselarm water.

## Namen in andere talen
- Duits: Grasartiges Laichkraut
- Engels: Various-leaved Pondweed, Grass-Leaved Pondweed
- Frans: Potamot graminée